# Ankara BB FOMGET GSK (női csapat)
Az ankarai székhelyű FOMGET Gençlik Spor Kulübü SK női labdarúgó szakosztálya 2009-ben alakult. Az első osztályú török női labdarúgó-bajnokság, a Kadınlar Süper Ligi tagja. 

## Története
A FOMGET Ifjúsági Sportklub a városi Folklórzenei Ifjúsági Együttes (FOlklor Müzik GEnçlik Topluluğu), valamint a Ankarai Fővárosi Önkormányzat támogatásával jött létre. A 2009–10-ben a regionális bajnokságban lezajlott első idényükben ezüstérmet szereztek és feljutottak a másodosztályba. Egy évvel rá a 7. helyen fejezték be a bajnokságot, de a Török labdarúgó-szövetség átszervezte a női ligák rendszerét, így a 2011–2012-es szezont az élvonalban kezdhették. Első szezonjukban a középmezőnyben foglaltak helyet, de a következő kiírásban nem sikerült a bentmaradás.
2014-ben 2. helyen zártak, de a rájátszásban alulmaradtak ellenfelükkel szemben. A 2014–2015-ös szezonban megszerzett 4. hely után gyengülő tendenciát mutatott a csapat és a következő évben kiestek a harmadik vonalba.
A 3. Ligában bajnokként kerültek a rájátszásba, ahol újfent sikerült a magasabb osztályba feljutás. 2017-től a klub a 2. Liga egyik legerősebb csapatává vált és egy elbukott rájátszás után a 2018-19-es szezonban közvetlenül a topligába kerültek bajnoki győzelmüket követően.
Bemutatkozásuk nem volt felhőtlen a 2019–20-as idényben és a megszerzett 6 pontjukkal búcsúzni kényszerültek volna, de a COVID-19 világjárvány miatt a TFF döntése értelmében nem volt sem kieső, sem feljutó csapat, így a következő idényben csoportja 2. helyezettjeként a negyeddöntőbe jutottak, de a Fatih Vatanspor elleni elődöntőbeli, és az ALG Spor elleni 3. helyért vívott mérkőzésen is az ellenfél bizonyult jobbnak és a 4. helyen zárták a szezont.
A Szuperiga 2021-2022-es megalakulása után a FOMGET 5. helyen zárta csoportját, a következő szezonban pedig 18 mérkőzésen 49 pontot gyűjtve a 2. helyen végeztek, majd a rájátszás döntőjében 1–1-re végződő mérkőzés hosszabbításában 4-2-re győzték le a Fenerbahçét, első bajnoki címűket abszolválva.

## Sikerlista
- Török bajnok (1): 2022–23
- Török bajnoki ezüstérmes (1): 2023–24
- Török másodosztályú bajnok (1): 2018–19
- Török harmadosztályú bajnok (1): 2016–17

## Játékoskeret
2024. június 23-tól
| #  |     | Poszt | Név                     |
| -- | --- | ----- | ----------------------- |
| 1  | TUR | K     | Selda Akgöz             |
| 21 | TUR | K     | İİrem Pehlivan          |
| 25 | TUR | K     | Büşra Kenet             |
| 3  | TUR | V     | Beyza Kocatürk          |
| 5  | CAN | V     | Gabrielle Vivier-Hannay |
| 14 | TUR | V     | Ümran Özev              |
| 16 | TUR | V     | Selin Türkoğlu          |
| 22 | TUR | V     | Medine Erkan            |
| 55 | USA | V     | Heidi Ruth              |
| 88 | TUR | V     | Cagla Dogan             |
| 99 | UKR | V     | Jana Derkacs            |
|    | UKR | V     | Ljubov Smatko           |

| #  |     | Poszt | Név               |
| -- | --- | ----- | ----------------- |
| 7  | TUR | KP    | Başak İçinözbebek |
| 8  | BIH | KP    | Ena Šabanagić     |
| 17 | ISR | KP    | Marian Awad       |
| 18 | USA | KP    | Shea Moyer        |
| 19 | TUR | KP    | Fatoş Yıldırım    |
| 30 | TUR | KP    | Merve Nur Taşucu  |
| 66 | TUR | KP    | Azra Tiraş        |
| 2  | PUR | CS    | Danielle Marcano  |
| 6  | TUR | CS    | Ebru Şahin        |
| 9  | MNE | CS    | Armisa Kuč        |
| 10 | MNE | CS    | Slađana Bulatović |
| 77 | UKR | CS    | Olha Ovdijcsuk    |

## Korábbi híres játékosok
| - Benan Altintaş - Dilan Bora - Birsen Bozbal - Didem Dülber - Zeynep Erdogan - Tuğba Karataş - Damla Köse - Rabia Nur Küçük - Sema Polat - Birgül Sadikoğlu - Beyza Semercioğlu | - Ayşən Əhmədova - Nargiz Hacıyeva - Vüsalə Hacıyeva - Vüsalə Seyfədinnova - Handrí Viólárí - Anasztaszija Kunickaja - Ana Cseminava - Maysa Jbarah - Vanessa Djomo - Darina Apanascsenko - Julija Sevcsuk |